# Jack Edward Froehlich
Jack Edward Froehlich (auch Froelich) (* 7. Mai 1921; † November 1967) war ein US-amerikanischer Luft- und Raumfahrtingenieur. Er arbeitete ab 1949 am Jet Propulsion Laboratory in Kalifornien, welches Satelliten und Raumsonden für die NASA baut und steuert. Dort war Froehlich unter anderem Direktor für das Explorer-Programm. 1959 wechselte er zu Collins Radio.
Nach Froehlich wurden der Jack E. Froehlich Memorial Award des California Institute of Technology sowie der Froelich-Krater auf der Mondrückseite benannt.